# Cousinia grandis
Cousinia grandis là một loài thực vật có hoa trong họ Cúc. Loài này được C.A.Mey. ex DC. mô tả khoa học đầu tiên năm 1838.